# Lil Uzi Vert/Diskografie
Diese Diskografie ist eine Übersicht über die musikalischen Werke des US-amerikanischen Rappers Lil Uzi Vert. Den Schallplattenauszeichnungen zufolge hat er bisher mehr als 134,3 Millionen Tonträger verkauft, davon alleine in seiner Heimat über 123 Millionen. Seine erfolgreichste Veröffentlichung ist die Single XO Tour Llif3 mit über 18,5 Millionen verkauften Einheiten.

## Alben

### Studioalben
| Jahr | Titel Musiklabel                                | Höchstplatzierung, Gesamtwochen, AuszeichnungChartplatzierungen (Jahr, Titel, Musiklabel, Platzierungen, Wochen, Auszeichnungen, Anmerkungen) | Höchstplatzierung, Gesamtwochen, AuszeichnungChartplatzierungen (Jahr, Titel, Musiklabel, Platzierungen, Wochen, Auszeichnungen, Anmerkungen) | Höchstplatzierung, Gesamtwochen, AuszeichnungChartplatzierungen (Jahr, Titel, Musiklabel, Platzierungen, Wochen, Auszeichnungen, Anmerkungen) | Höchstplatzierung, Gesamtwochen, AuszeichnungChartplatzierungen (Jahr, Titel, Musiklabel, Platzierungen, Wochen, Auszeichnungen, Anmerkungen) | Höchstplatzierung, Gesamtwochen, AuszeichnungChartplatzierungen (Jahr, Titel, Musiklabel, Platzierungen, Wochen, Auszeichnungen, Anmerkungen) | Anmerkungen                                                 |
| Jahr | Titel Musiklabel                                | DE | AT | CH | UK | US | Anmerkungen                                                 |
| ---- | ----------------------------------------------- | --- | --- | --- | --- | --- | ----------------------------------------------------------- |
| 2017 | Luv Is Rage 2 Generation Now • Atlantic (WMG)   | DE80 (1 Wo.)DE | — | CH91 (1 Wo.)CH | UK14 Gold · (5 Wo.)UK | US1 ×5Fünffachplatin · (380 Wo.)US | Erstveröffentlichung: 25. August 2017 Verkäufe: + 5.230.000 |
| 2020 | Eternal Atake Generation Now • Atlantic (WMG)   | DE26 (4 Wo.)DE | AT3 (3 Wo.)AT | CH7 (5 Wo.)CH | UK3 Gold · (11 Wo.)UK | US1 ×3Dreifachplatin · (170 Wo.)US | Erstveröffentlichung: 6. März 2020 Verkäufe: + 3.345.000    |
| 2023 | Pink Tape Generation Now • Atlantic (WMG)       | DE13 (4 Wo.)DE | AT4 (2 Wo.)AT | CH3 (3 Wo.)CH | UK7 (3 Wo.)UK | US1 Platin · (31 Wo.)US | Erstveröffentlichung: 30. Juni 2023 Verkäufe: + 1.080.000   |
| 2024 | Eternal Atake 2 Generation Now • Atlantic (WMG) | DE99 (1 Wo.)DE | AT27 (1 Wo.)AT | CH11 (1 Wo.)CH | UK47 (1 Wo.)UK | US3 (… Wo.)US | Erstveröffentlichung: 1. November 2024                      |

### Kollaboalben
| Jahr | Titel Musiklabel                                                             | Höchstplatzierung, Gesamtwochen, AuszeichnungChartplatzierungen (Jahr, Titel, Musiklabel, Platzierungen, Wochen, Auszeichnungen, Anmerkungen) | Höchstplatzierung, Gesamtwochen, AuszeichnungChartplatzierungen (Jahr, Titel, Musiklabel, Platzierungen, Wochen, Auszeichnungen, Anmerkungen) | Höchstplatzierung, Gesamtwochen, AuszeichnungChartplatzierungen (Jahr, Titel, Musiklabel, Platzierungen, Wochen, Auszeichnungen, Anmerkungen) | Höchstplatzierung, Gesamtwochen, AuszeichnungChartplatzierungen (Jahr, Titel, Musiklabel, Platzierungen, Wochen, Auszeichnungen, Anmerkungen) | Höchstplatzierung, Gesamtwochen, AuszeichnungChartplatzierungen (Jahr, Titel, Musiklabel, Platzierungen, Wochen, Auszeichnungen, Anmerkungen) | Anmerkungen                                                            |
| Jahr | Titel Musiklabel                                                             | DE | AT | CH | UK | US | Anmerkungen                                                            |
| ---- | ---------------------------------------------------------------------------- | --- | --- | --- | --- | --- | ---------------------------------------------------------------------- |
| 2020 | Pluto x Baby Pluto Epic (Sony) • Freebandz • Generation Now • Atlantic (WMG) | — | AT28 (1 Wo.)AT | CH33 (1 Wo.)CH | UK39 (1 Wo.)UK | US2 (45 Wo.)US | Erstveröffentlichung: 13. November 2020 Verkäufe: + 40.000; mit Future |

### Mixtapes
| Jahr | Titel Musiklabel                                           | Höchstplatzierung, Gesamtwochen, AuszeichnungChartplatzierungen (Jahr, Titel, Musiklabel, Platzierungen, Wochen, Auszeichnungen, Anmerkungen) | Höchstplatzierung, Gesamtwochen, AuszeichnungChartplatzierungen (Jahr, Titel, Musiklabel, Platzierungen, Wochen, Auszeichnungen, Anmerkungen) | Höchstplatzierung, Gesamtwochen, AuszeichnungChartplatzierungen (Jahr, Titel, Musiklabel, Platzierungen, Wochen, Auszeichnungen, Anmerkungen) | Höchstplatzierung, Gesamtwochen, AuszeichnungChartplatzierungen (Jahr, Titel, Musiklabel, Platzierungen, Wochen, Auszeichnungen, Anmerkungen) | Höchstplatzierung, Gesamtwochen, AuszeichnungChartplatzierungen (Jahr, Titel, Musiklabel, Platzierungen, Wochen, Auszeichnungen, Anmerkungen) | Anmerkungen                                                |
| Jahr | Titel Musiklabel                                           | DE | AT | CH | UK | US | Anmerkungen                                                |
| ---- | ---------------------------------------------------------- | --- | --- | --- | --- | --- | ---------------------------------------------------------- |
| 2014 | The Real Uzi Selbstverlag                                  | — | — | — | — | — | Erstveröffentlichung: 5. August 2014                       |
| 2015 | Luv is Rage Atlantic (WMG)                                 | — | — | — | — | — | Erstveröffentlichung: 18. Dezember 2015                    |
| 2016 | Lil Uzi Vert vs. the World Generation Now • Atlantic (WMG) | — | — | — | — | US37 ×2Doppelplatin · (90 Wo.)US | Erstveröffentlichung: 15. April 2016 Verkäufe: + 2.000.000 |
| 2016 | The Perfect Luv Tape Generation Now • Atlantic (WMG)       | — | — | — | — | US55 Platin · (63 Wo.)US | Erstveröffentlichung: 31. Juli 2016 Verkäufe: + 1.000.000  |

### EPs
| Jahr | Titel Musiklabel                            | Höchstplatzierung, Gesamtwochen, AuszeichnungChartplatzierungen (Jahr, Titel, Musiklabel, Platzierungen, Wochen, Auszeichnungen, Anmerkungen) | Höchstplatzierung, Gesamtwochen, AuszeichnungChartplatzierungen (Jahr, Titel, Musiklabel, Platzierungen, Wochen, Auszeichnungen, Anmerkungen) | Höchstplatzierung, Gesamtwochen, AuszeichnungChartplatzierungen (Jahr, Titel, Musiklabel, Platzierungen, Wochen, Auszeichnungen, Anmerkungen) | Höchstplatzierung, Gesamtwochen, AuszeichnungChartplatzierungen (Jahr, Titel, Musiklabel, Platzierungen, Wochen, Auszeichnungen, Anmerkungen) | Höchstplatzierung, Gesamtwochen, AuszeichnungChartplatzierungen (Jahr, Titel, Musiklabel, Platzierungen, Wochen, Auszeichnungen, Anmerkungen) | Anmerkungen                         |
| Jahr | Titel Musiklabel                            | DE | AT | CH | UK | US | Anmerkungen                         |
| ---- | ------------------------------------------- | --- | --- | --- | --- | --- | ----------------------------------- |
| 2022 | Red & White Generation Now • Atlantic (WMG) | — | — | — | — | US23 (4 Wo.)US | Erstveröffentlichung: 22. Juli 2022 |

## Singles

### Als Leadmusiker
| Jahr | Titel Album                                           | Höchstplatzierung, Gesamtwochen, AuszeichnungChartplatzierungen (Jahr, Titel, Album, Platzierungen, Wochen, Auszeichnungen, Anmerkungen) | Höchstplatzierung, Gesamtwochen, AuszeichnungChartplatzierungen (Jahr, Titel, Album, Platzierungen, Wochen, Auszeichnungen, Anmerkungen) | Höchstplatzierung, Gesamtwochen, AuszeichnungChartplatzierungen (Jahr, Titel, Album, Platzierungen, Wochen, Auszeichnungen, Anmerkungen) | Höchstplatzierung, Gesamtwochen, AuszeichnungChartplatzierungen (Jahr, Titel, Album, Platzierungen, Wochen, Auszeichnungen, Anmerkungen) | Höchstplatzierung, Gesamtwochen, AuszeichnungChartplatzierungen (Jahr, Titel, Album, Platzierungen, Wochen, Auszeichnungen, Anmerkungen) | Anmerkungen                                                                                          |
| Jahr | Titel Album                                           | DE | AT | CH | UK | US | Anmerkungen                                                                                          |
| --- | ----------------------------------------------------- | --- | --- | --- | --- | --- | --- |
| 2016 | Money Longer Lil Uzi Vert vs. the World               | — | — | — | UK— SilberUK | US54 ×2Doppelplatin · (22 Wo.)US | Erstveröffentlichung: 1. April 2016 Verkäufe: + 2.255.000                                            |
| 2017 | XO Tour Llif3 Luv Is Rage 2                           | DE77 Platin · (26 Wo.)DE | AT65 Platin · (14 Wo.)AT | CH48 (37 Wo.)CH | UK25 ×2Doppelplatin · (39 Wo.)UK | US7 ×4Diamant + Vierfachplatin · (34 Wo.)US                                                                                              | Erstveröffentlichung: 24. März 2017 Verkäufe: + 18.508.333                                           |
| 2017 | The Way Life Goes (Remix) –                           | — | — | — | UK87 Platin · (3 Wo.)UK | US24 (23 Wo.)US | Erstveröffentlichung: 3. November 2017 Verkäufe: + 600.000; feat. Nicki Minaj & Oh Wonder            |
| 2018 | Sauce It Up Luv Is Rage 2                             | — | — | — | — | US49 ×4Vierfachplatin · (15 Wo.)US | Erstveröffentlichung: 16. Februar 2018 Verkäufe: + 4.000.000                                         |
| 2018 | New Patek –                                           | — | — | — | UK68 (1 Wo.)UK | US24 Platin · (7 Wo.)US | Erstveröffentlichung: 21. September 2018 Verkäufe: + 1.000.000                                       |
| 2019 | Free Uzi –                                            | — | — | — | — | — | Erstveröffentlichung: 28. März 2019                                                                  |
| 2019 | Sanguine Paradise –                                   | — | — | — | UK— SilberUK | US28 ×4Vierfachplatin · (16 Wo.)US | Erstveröffentlichung: 12. April 2019 Verkäufe: + 4.200.000                                           |
| 2019 | That’s a Rack –                                       | — | — | — | — | US76 Platin · (5 Wo.)US | Erstveröffentlichung: 9. April 2019 Verkäufe: + 1.000.000                                            |
| 2019 | Futsal Shuffle 2020 Eternal Atake                     | — | — | CH46 (3 Wo.)CH | UK57 (3 Wo.)UK | US5 ×2Doppelplatin · (11 Wo.)US | Erstveröffentlichung: 13. Dezember 2019 Verkäufe: + 2.160.000                                        |
| 2020 | That Way Eternal Atake                                | — | — | CH66 (1 Wo.)CH | UK47 (3 Wo.)UK | US20 ×2Doppelplatin · (12 Wo.)US | Erstveröffentlichung: 2. März 2020 Verkäufe: + 2.080.000                                             |
| 2020 | Myron Lil Uzi Vert vs. the World 2                    | — | — | CH95 (1 Wo.)CH | UK58 (1 Wo.)UK | US13 ×2Doppelplatin · (7 Wo.)US | Erstveröffentlichung: 13. März 2020 Verkäufe: + 2.000.000                                            |
| 2020 | Sasuke –                                              | — | — | — | — | US65 (1 Wo.)US | Erstveröffentlichung: 24. April 2020                                                                 |
| 2020 | Patek Pluto x Baby Pluto (Deluxe)                     | — | — | — | — | — | Erstveröffentlichung: 30. Juli 2020 Verkäufe: + 40.000; mit Future                                   |
| 2021 | Demon High –                                          | — | — | — | — | US61 (1 Wo.)US | Erstveröffentlichung: 29. Oktober 2021                                                               |
| 2022 | Just Wanna Rock Pink Tape                             | DE91 (1 Wo.)DE | AT— GoldAT | CH70 (9 Wo.)CH | UK30 Gold · (19 Wo.)UK | US10 ×4Vierfachplatin · (32 Wo.)US | Erstveröffentlichung: 17. Oktober 2022 Verkäufe: + 4.905.000                                         |
| 2023 | Watch This (Remix) –                                  | DE— aDE | — | CH93 (2 Wo.)CH | UK69 (6 Wo.)UK | US56 Platin · (6 Wo.)US | Erstveröffentlichung: 12. Februar 2023 Verkäufe: + 1.025.000; feat. Arizonatears & Sped Up Nightcore |
| 2023 | NFL –                                                 | — | — | — | — | — | Erstveröffentlichung: 20. Oktober 2023                                                               |
| Folgende Lieder erschienen nicht als Single, wurden aber durch das Album zum Download und Streaming bereitgestellt und konnten somit eine Platzierung erlangen: |                                                       | | | | | | |
| |                                                       | | | | | | |
| 2016 | You Was Right Lil Uzi Vert vs. the World              | — | — | — | UK— SilberUK | US40 ×5Fünffachplatin · (28 Wo.)US | Videoauskopplung: 5. Oktober 2016 Verkäufe: + 5.200.000                                              |
| 2017 | 444+222 Luv Is Rage 2                                 | — | — | — | — | US60 Platin · (3 Wo.)US | Charteinstieg: 16. September 2017 Verkäufe: + 1.000.000                                              |
| 2017 | Neon Guts Luv Is Rage 2                               | — | — | — | — | US79 ×2Doppelplatin · (2 Wo.)US | Charteinstieg: 16. September 2017 Verkäufe: + 2.000.000; feat. Pharrell Williams                     |
| 2017 | Two Luv Is Rage 2                                     | — | — | — | — | US80 Platin · (1 Wo.)US | Charteinstieg: 16. September 2017 Verkäufe: + 1.000.000                                              |
| 2017 | X Luv Is Rage 2                                       | — | — | — | — | US81 Platin · (2 Wo.)US | Charteinstieg: 16. September 2017 Verkäufe: + 1.000.000                                              |
| 2017 | For Real Luv Is Rage 2                                | — | — | — | — | US82 Gold · (1 Wo.)US | Charteinstieg: 16. September 2017 Verkäufe: + 500.000                                                |
| 2017 | UnFazed Luv Is Rage 2                                 | — | — | — | — | US84 Platin · (1 Wo.)US | Charteinstieg: 16. September 2017 Verkäufe: + 1.000.000; feat. The Weeknd                            |
| 2017 | No Sleep Leak Luv Is Rage 2                           | — | — | — | — | US90 Gold · (1 Wo.)US | Charteinstieg: 16. September 2017 Verkäufe: + 500.000                                                |
| 2017 | Dark Queen Luv Is Rage 2                              | — | — | — | — | US91 ×3Dreifachplatin · (2 Wo.)US | Charteinstieg: 16. September 2017 Verkäufe: + 3.000.000                                              |
| 2020 | Baby Pluto Eternal Atake                              | — | — | CH48 (1 Wo.)CH | UK36 (1 Wo.)UK | US6 Platin · (4 Wo.)US | Charteinstieg: 13. März 2020 Verkäufe: + 1.080.000                                                   |
| 2020 | P2 Eternal Atake                                      | — | — | CH63 (2 Wo.)CH | UK37 (3 Wo.)UK | US11 ×2Doppelplatin · (6 Wo.)US | Charteinstieg: 13. März 2020 Verkäufe: + 2.160.000                                                   |
| 2020 | Lo Mein Eternal Atake                                 | — | — | — | — | US8 ×2Doppelplatin · (3 Wo.)US | Charteinstieg: 21. März 2020 Verkäufe: + 2.080.000                                                   |
| 2020 | Silly Watch Eternal Atake                             | — | — | — | — | US9 Platin · (2 Wo.)US | Charteinstieg: 21. März 2020 Verkäufe: + 1.080.000                                                   |
| 2020 | Homecoming Eternal Atake                              | — | — | — | — | US22 Platin · (2 Wo.)US | Charteinstieg: 21. März 2020 Verkäufe: + 1.080.000                                                   |
| 2020 | Prices Eternal Atake                                  | — | — | — | — | US25 Platin · (2 Wo.)US | Charteinstieg: 21. März 2020 Verkäufe: + 1.040.000                                                   |
| 2020 | Pop Eternal Atake                                     | — | — | — | — | US28 (1 Wo.)US | Charteinstieg: 21. März 2020                                                                         |
| 2020 | Bigger Than Life Eternal Atake                        | — | — | — | — | US33 (1 Wo.)US | Charteinstieg: 21. März 2020 Verkäufe: + 40.000                                                      |
| 2020 | Celebration Station Eternal Atake                     | — | — | — | — | US34 (1 Wo.)US | Charteinstieg: 21. März 2020 Verkäufe: + 40.000                                                      |
| 2020 | You Better Move Eternal Atake                         | — | — | — | — | US36 (1 Wo.)US | Charteinstieg: 21. März 2020                                                                         |
| 2020 | I’m Sorry Eternal Atake                               | — | — | — | — | US37 (1 Wo.)US | Charteinstieg: 21. März 2020 Verkäufe: + 40.000                                                      |
| 2020 | Venetia Eternal Atake                                 | — | — | — | — | US39 (1 Wo.)US | Charteinstieg: 21. März 2020 Verkäufe: + 40.000                                                      |
| 2020 | Chrome Heart Tags Eternal Atake                       | — | — | — | — | US45 (1 Wo.)US | Charteinstieg: 21. März 2020                                                                         |
| 2020 | Bust Me Eternal Atake                                 | — | — | — | — | US51 (1 Wo.)US | Charteinstieg: 21. März 2020                                                                         |
| 2020 | Secure the Bag Eternal Atake                          | — | — | — | — | US72 (1 Wo.)US | Charteinstieg: 21. März 2020                                                                         |
| 2020 | Urgency Eternal Atake                                 | — | — | — | — | US76 (1 Wo.)US | Charteinstieg: 21. März 2020 feat. Syd                                                               |
| 2020 | Bean (Kobe) Lil Uzi Vert vs. the World 2              | — | — | — | — | US19 (2 Wo.)US | Charteinstieg: 28. März 2020 feat. Chief Keef                                                        |
| 2020 | Yessirskiii Lil Uzi Vert vs. the World 2              | — | — | — | — | US26 Platin · (2 Wo.)US | Charteinstieg: 28. März 2020 Verkäufe: + 1.000.000; mit 21 Savage                                    |
| 2020 | Lotus Lil Uzi Vert vs. the World 2                    | — | — | — | — | US45 (1 Wo.)US | Charteinstieg: 28. März 2020                                                                         |
| 2020 | Wassup Lil Uzi Vert vs. the World 2                   | — | — | — | — | US54 (1 Wo.)US | Charteinstieg: 28. März 2020 feat. Future                                                            |
| 2020 | Strawberry Peels Lil Uzi Vert vs. the World 2         | — | — | — | — | US60 (1 Wo.)US | Charteinstieg: 28. März 2020 feat. Young Thug & Gunna                                                |
| 2020 | Moon Relate Lil Uzi Vert vs. the World 2              | — | — | — | — | US62 (1 Wo.)US | Charteinstieg: 28. März 2020                                                                         |
| 2020 | I Can Show You Lil Uzi Vert vs. the World 2           | — | — | — | — | US66 (1 Wo.)US | Charteinstieg: 28. März 2020                                                                         |
| 2020 | Trap This Way (This Way) Lil Uzi Vert vs. the World 2 | — | — | — | — | US68 (1 Wo.)US | Charteinstieg: 28. März 2020                                                                         |
| 2020 | Leaders Lil Uzi Vert vs. the World 2                  | — | — | — | — | US72 (1 Wo.)US | Charteinstieg: 28. März 2020 feat. Nav                                                               |
| 2020 | No Auto Lil Uzi Vert vs. the World 2                  | — | — | — | — | US76 (1 Wo.)US | Charteinstieg: 28. März 2020 feat. Lil Durk                                                          |
| 2020 | Come This Way Lil Uzi Vert vs. the World 2            | — | — | — | — | US83 (1 Wo.)US | Charteinstieg: 28. März 2020                                                                         |
| 2020 | Got the Guap Lil Uzi Vert vs. the World 2             | — | — | — | — | US87 (1 Wo.)US | Charteinstieg: 28. März 2020 feat. Young Thug                                                        |
| 2020 | Money Spread Lil Uzi Vert vs. the World 2             | — | — | — | — | US89 (1 Wo.)US | Charteinstieg: 28. März 2020 feat. Young Nudy                                                        |
| 2020 | Drankin N Smokin Pluto x Baby Pluto                   | — | — | — | UK— SilberUK | US31 ×3Dreifachplatin · (18 Wo.)US | Charteinstieg: 28. November 2020 mit Future                                                          |
| 2020 | Stripes Like Burberry Pluto x Baby Pluto              | — | — | — | — | US46 (1 Wo.)US | Charteinstieg: 28. November 2020 mit Future                                                          |
| 2020 | That’s It Pluto x Baby Pluto                          | — | — | — | — | US50 (1 Wo.)US | Charteinstieg: 28. November 2020 mit Future                                                          |
| 2020 | Real Baby Pluto Pluto x Baby Pluto                    | — | — | — | — | US54 (1 Wo.)US | Charteinstieg: 28. November 2020 mit Future                                                          |
| 2020 | Marni on Me Pluto x Baby Pluto                        | — | — | — | — | US64 (1 Wo.)US | Charteinstieg: 28. November 2020 mit Future                                                          |
| 2020 | Million Dollar Play Pluto x Baby Pluto                | — | — | — | — | US67 (1 Wo.)US | Charteinstieg: 28. November 2020 mit Future                                                          |
| 2020 | Sleeping on the Floor Pluto x Baby Pluto              | — | — | — | — | US68 (1 Wo.)US | Charteinstieg: 28. November 2020 mit Future                                                          |
| 2020 | Plastic Pluto x Baby Pluto                            | — | — | — | — | US86 (1 Wo.)US | Charteinstieg: 28. November 2020 mit Future                                                          |
| 2020 | Bought a Bad Bitch Pluto x Baby Pluto                 | — | — | — | — | US100 (1 Wo.)US | Charteinstieg: 28. November 2020 mit Future                                                          |
| 2023 | Flooded the Face Pink Tape                            | — | — | CH98 (1 Wo.)CH | UK63 (1 Wo.)UK | US11 (4 Wo.)US | Charteinstieg: 9. Juli 2023                                                                          |
| 2023 | Endless Fashion Pink Tape                             | — | — | — | UK75 (1 Wo.)UK | US20 (3 Wo.)US | Charteinstieg: 13. Juli 2023 feat. Nicki Minaj                                                       |
| 2023 | Aye Pink Tape                                         | — | — | CH88 (1 Wo.)CH | UK94 (1 Wo.)UK | US31 (1 Wo.)US | Charteinstieg: 13. Juli 2023 feat. Travis Scott                                                      |
| 2023 | Suicide Doors Pink Tape                               | — | — | — | — | US25 (1 Wo.)US | Charteinstieg: 15. Juli 2023                                                                         |
| 2023 | I Gotta Pink Tape                                     | — | — | — | — | US49 (1 Wo.)US | Charteinstieg: 15. Juli 2023                                                                         |
| 2023 | Spin Again Pink Tape                                  | — | — | — | — | US51 (1 Wo.)US | Charteinstieg: 15. Juli 2023                                                                         |
| 2023 | Crush Em Pink Tape                                    | — | — | — | — | US52 (1 Wo.)US | Charteinstieg: 15. Juli 2023                                                                         |
| 2023 | X2 Pink Tape                                          | — | — | — | — | US53 (1 Wo.)US | Charteinstieg: 15. Juli 2023                                                                         |
| 2023 | Pluto to Mars Pink Tape                               | — | — | — | — | US60 (1 Wo.)US | Charteinstieg: 15. Juli 2023                                                                         |
| 2023 | Mama, I’m Sorry Pink Tape                             | — | — | — | — | US65 (1 Wo.)US | Charteinstieg: 15. Juli 2023                                                                         |
| 2023 | Amped Pink Tape                                       | — | — | — | — | US67 (1 Wo.)US | Charteinstieg: 15. Juli 2023                                                                         |
| 2023 | Patience Pink Tape                                    | — | — | — | — | US70 (1 Wo.)US | Charteinstieg: 15. Juli 2023 feat. Don Toliver                                                       |
| 2023 | Nakamura Pink Tape                                    | — | — | — | — | US71 (1 Wo.)US | Charteinstieg: 15. Juli 2023                                                                         |
| 2023 | All Alone Pink Tape                                   | — | — | — | — | US76 (1 Wo.)US | Charteinstieg: 15. Juli 2023                                                                         |
| 2023 | Died and Came Back Pink Tape                          | — | — | — | — | US78 (1 Wo.)US | Charteinstieg: 15. Juli 2023                                                                         |
| 2023 | Werewolf Pink Tape                                    | — | — | — | — | US81 (1 Wo.)US | Charteinstieg: 15. Juli 2023 feat. Bring Me the Horizon                                              |
| 2023 | Zoom Pink Tape                                        | — | — | — | — | US92 (1 Wo.)US | Charteinstieg: 15. Juli 2023                                                                         |
| 2023 | That Fiya Pink Tape                                   | — | — | — | — | US93 (1 Wo.)US | Charteinstieg: 15. Juli 2023                                                                         |
| 2024 | Chill Bae Eternal Atake 2                             | — | — | — | — | US48 (1 Wo.)US | Charteinstieg: 16. November 2024                                                                     |
| 2024 | Light Year (Practice) Eternal Atake 2                 | — | — | — | — | US54 (1 Wo.)US | Charteinstieg: 16. November 2024                                                                     |
| 2024 | We Good Eternal Atake 2                               | — | — | — | — | US82 (1 Wo.)US | Charteinstieg: 16. November 2024                                                                     |

### Als Gastmusiker
| Jahr | Titel Album                                          | Höchstplatzierung, Gesamtwochen, AuszeichnungChartplatzierungen (Jahr, Titel, Album, Platzierungen, Wochen, Auszeichnungen, Anmerkungen) | Höchstplatzierung, Gesamtwochen, AuszeichnungChartplatzierungen (Jahr, Titel, Album, Platzierungen, Wochen, Auszeichnungen, Anmerkungen) | Höchstplatzierung, Gesamtwochen, AuszeichnungChartplatzierungen (Jahr, Titel, Album, Platzierungen, Wochen, Auszeichnungen, Anmerkungen) | Höchstplatzierung, Gesamtwochen, AuszeichnungChartplatzierungen (Jahr, Titel, Album, Platzierungen, Wochen, Auszeichnungen, Anmerkungen) | Höchstplatzierung, Gesamtwochen, AuszeichnungChartplatzierungen (Jahr, Titel, Album, Platzierungen, Wochen, Auszeichnungen, Anmerkungen) | Anmerkungen |
| Jahr | Titel Album                                          | DE | AT | CH | UK | US | Anmerkungen |
| --- | ---------------------------------------------------- | --- | --- | --- | --- | --- | --- |
| 2014 | Drop –                                               | — | — | — | — | — | Erstveröffentlichung: 2014 Tayyib Ali feat. ASAP Rocky & Lil Uzi Vert                                                                 |
| 2015 | WDYW Papi Gordo                                      | — | — | — | — | US— GoldUS | Erstveröffentlichung: 27. Januar 2015 Verkäufe: + 500.000; Carnage feat. Lil Uzi Vert, ASAP Ferg & Rich the Kid                       |
| 2016 | Pull Up –                                            | — | — | — | — | US— GoldUS | Erstveröffentlichung: 25. Mai 2016 Verkäufe: + 500.000; Wiz Khalifa feat. Lil Uzi Vert                                                |
| 2016 | Too Much Sauce Project E.T.                          | — | — | — | — | US50 Platin · (20 Wo.)US | Erstveröffentlichung: 19. August 2016 Verkäufe: + 1.000.000; DJ Esco feat. Future & Lil Uzi Vert                                      |
| 2016 | Bad and Boujee Culture                               | DE65 Gold · (9 Wo.)DE | — | CH31 (15 Wo.)CH | UK30 Platin · (15 Wo.)UK | US1 ×4Vierfachplatin · (36 Wo.)US | Erstveröffentlichung: 28. Oktober 2016 Verkäufe: + 5.338.333; Migos feat. Lil Uzi Vert                                                |
| 2017 | Woke Up Like This Playboi Carti                      | — | — | — | UK— SilberUK | US76 ×2Doppelplatin · (10 Wo.)US | Erstveröffentlichung: 7. April 2017 Verkäufe: + 2.295.000; Playboi Carti feat. Lil Uzi Vert                                           |
| 2017 | RAF Cozy Tapes Vol. 2: Too Cozy                      | — | — | — | — | US— PlatinUS | Erstveröffentlichung: 22. Mai 2017 Verkäufe: + 1.035.000; ASAP Mob feat. A$AP Rocky, Playboi Carti, Quavo, Lil Uzi Vert & Frank Ocean |
| 2017 | Wanted You Reckless                                  | — | — | — | UK— SilberUK | US64 ×2Doppelplatin · (7 Wo.)US | Erstveröffentlichung: 3. November 2017 Verkäufe: + 2.455.000; Nav feat. Lil Uzi Vert                                                  |
| 2018 | Watch –                                              | — | — | CH62 (1 Wo.)CH | UK53 (2 Wo.)UK | US16 Platin · (5 Wo.)US | Erstveröffentlichung: 4. Mai 2018 Verkäufe: + 1.000.000; Travis Scott feat. Kanye West & Lil Uzi Vert                                 |
| 2018 | Wasted Goodbye & Good Riddance                       | — | — | — | UK— GoldUK | US67 ×3Dreifachplatin · (6 Wo.)US | Erstveröffentlichung: 10. Juli 2018 Verkäufe: + 3.730.000; Juice Wrld feat. Lil Uzi Vert                                              |
| 2018 | 420 In London –                                      | — | — | — | — | — | Erstveröffentlichung: 2. Oktober 2018 Pressa feat. Lil Uzi Vert                                                                       |
| 2018 | Multi Millionaire Harvard Dropout                    | — | — | — | — | — | Erstveröffentlichung: 5. Oktober 2018 Lil Pump feat. Lil Uzi Vert                                                                     |
| 2019 | Pose Untrapped                                       | — | — | — | — | US— PlatinUS | Erstveröffentlichung: 23. August 2019 Verkäufe: + 1.000.000; Yo Gotti feat. Lil Uzi Vert                                              |
| 2019 | Reply Artist 2.0                                     | — | — | — | — | US49 Platin · (2 Wo.)US | Erstveröffentlichung: 15. November 2019 Verkäufe: + 1.040.000; A Boogie wit da Hoodie feat. Lil Uzi Vert                              |
| 2020 | PTSD                                                 | — | — | — | — | US38 (5 Wo.)US | Erstveröffentlichung: 28. Februar 2020 G Herbo feat. Chance the Rapper, Juice Wrld & Lil Uzi Vert                                     |
| 2021 | Badass Dog Boy                                       | — | — | — | — | — | Erstveröffentlichung: 9. April 2021 ZillaKami feat. Lil Uzi Vert                                                                      |
| 2021 | His & Hers –                                         | DE— bDE | — | — | — | US67 Gold · (1 Wo.)US | Erstveröffentlichung: 13. Mai 2021 Verkäufe: + 20.000; Internet Money feat. Don Toliver, Lil Uzi Vert & Gunna                         |
| 2021 | Holy Smokes Trip at Knight                           | — | — | — | — | US50 Gold · (3 Wo.)US | Erstveröffentlichung: 16. Juli 2021 Verkäufe: + 500.000; Trippie Redd feat. Lil Uzi Vert                                              |
| 2021 | Blue Note$ II Expensive Pain                         | — | — | — | — | US74 (2 Wo.)US | Erstveröffentlichung: 3. September 2021 Meek Mill feat. Lil Uzi Vert                                                                  |
| 2022 | Bbycakes Demon Time                                  | — | — | — | UK71 (1 Wo.)UK | — | Erstveröffentlichung: 25. Februar 2022 Mura Masa feat. Lil Uzi Vert, PinkPantheress & Shygirl                                         |
| 2023 | I’m Not Human –                                      | — | — | — | — | — | Erstveröffentlichung: 23. Januar 2023 XXXTentacion feat. Lil Uzi Vert                                                                 |
| 2023 | Amen –                                               | — | — | — | — | — | Erstveröffentlichung: 1. Juni 2023 Bring Me the Horizon feat. Lil Uzi Vert & Darly Palumbo                                            |
| 2023 | Supposed to Be Loved                                 | — | — | — | — | US52 (1 Wo.)US | Erstveröffentlichung: 11. August 2023 DJ Khaled feat. Lil Baby, Future & Lil Uzi Vert                                                 |
| Folgende Lieder erschienen nicht als Single, wurden aber durch das Album zum Download und Streaming bereitgestellt und konnten somit eine Platzierung erlangen: |                                                      | | | | | | |
| |                                                      | | | | | | |
| 2016 | Froze DC4                                            | — | — | — | — | US68 (1 Wo.)US | Charteinstieg: 19. November 2016 Meek Mill feat. Lil Uzi Vert & Nicki Minaj                                                           |
| 2017 | Fuck That Check Up Wins & Losses                     | — | — | — | — | US97 (1 Wo.)US | Charteinstieg: 12. August 2017 Meek Mill feat. Lil Uzi Vert                                                                           |
| 2018 | Life Goes On Harder Than Ever                        | — | — | — | UK— SilberUK | US74 ×2Doppelplatin · (6 Wo.)US | Charteinstieg: 9. Juni 2018 Verkäufe: + 2.280.000; Lil Baby feat. Gunna                                                               |
| 2019 | What’s the Move So Much Fun                          | — | — | — | — | US55 Platin · (1 Wo.)US | Charteinstieg: 31. August 2019 Verkäufe: + 1.000.000; Young Thug feat. Lil Uzi Vert                                                   |
| 2020 | Commercial My Turn                                   | — | — | — | — | US23 Platin · (2 Wo.)US | Charteinstieg: 14. März 2020 Verkäufe: + 1.000.000; Lil Baby feat. Lil Uzi Vert                                                       |
| 2020 | All Bad High Off Life                                | — | — | — | — | US54 Gold · (1 Wo.)US | Charteinstieg: 30. Mai 2020 Verkäufe: + 500.000; Future feat. Lil Uzi Vert                                                            |
| 2020 | Dolly Virgo World                                    | — | — | — | — | US80 (1 Wo.)US | Charteinstieg: 3. Oktober 2020 Lil Tecca feat. Lil Uzi Vert                                                                           |
| 2021 | Proud of You Slime Language 2                        | — | — | — | — | US59 (1 Wo.)US | Charteinstieg: 1. Mai 2021 YSL Records, Young Thug & Gunna feat. Lil Uzi Vert & Yung Kayo                                             |
| 2021 | Juggernaut Call Me If You Get Lost                   | — | — | — | — | US40 Gold · (2 Wo.)US | Charteinstieg: 10. Juli 2021 Verkäufe: + 500.000; Tyler, the Creator feat. Lil Uzi Vert & Pharrell Williams                           |
| 2021 | From the Garden The House Is Burning                 | — | — | — | — | US99 (1 Wo.)US | Charteinstieg: 14. August 2021 Isaiah Rashad feat. Lil Uzi Vert                                                                       |
| 2021 | Mind of Melvin Just a Matter of Slime                | — | — | — | — | US78 (1 Wo.)US | Charteinstieg: 28. August 2021 YNW Melly feat. Lil Uzi Vert                                                                           |
| 2022 | Scrape It Off It’s Almost Dry                        | — | — | — | — | US59 (1 Wo.)US | Charteinstieg: 7. Mai 2022 Pusha T feat. Lil Uzi Vert & Don Toliver                                                                   |
| 2022 | Flawlëss Lyfë                                        | — | — | — | — | US77 Platin · (1 Wo.)US | Charteinstieg: 24. September 2022 Verkäufe: + 1.050.000; Yeat feat. Lil Uzi Vert                                                      |
| 2023 | All the Way Live Spider-Man: Across The Spider-Verse | — | — | — | — | US61 (2 Wo.)US | Charteinstieg: 17. Juni 2023 Metro Boomin feat. Future & Lil Uzi Vert                                                                 |
| 2023 | Everybody Pink Friday 2                              | — | — | — | UK26 (9 Wo.)UK | US24 (20 Wo.)US | Charteinstieg: 21. Dezember 2023 Nicki Minaj feat. Lil Uzi Vert                                                                       |
| 2025 | Jumpin Music                                         | — | — | — | — | US53 (1 Wo.)US | Charteinstieg: 29. März 2025 Playboi Carti feat. Lil Uzi Vert                                                                         |
| 2025 | Twin Trim Music                                      | — | — | — | — | US58 (1 Wo.)US | Charteinstieg: 29. März 2025 Playboi Carti feat. Lil Uzi Vert                                                                         |

## Promoveröffentlichungen
| Jahr | Titel Album                    | Anmerkungen                                                                 |
| ---- | ------------------------------ | --------------------------------------------------------------------------- |
| 2016 | Love –                         | Erstveröffentlichung: 2016 Felix Snow feat. Lil Uzi Vert                    |
| 2017 | Go Off Fast & Furious 8 O.S.T. | Erstveröffentlichung: 3. März 2017 · feat. Quavo & Travis Scott, US: Platin |
| 2021 | Die for a Man Better Mistakes  | Erstveröffentlichung: 30. April 2021 Bebe Rexha feat. Lil Uzi Vert          |

## Statistik

### Chartauswertung
|                     | DE    | AT    | CH    | UK    | US    |
| ------------------- | ----- | ----- | ----- | ----- | ----- |
| Nummer-eins-Alben   | DE—DE | AT—AT | CH—CH | UK—UK | US3US |
| Top-10-Alben        | DE—DE | AT2AT | CH2CH | UK2UK | US5US |
| Alben in den Charts | DE4DE | AT4AT | CH5CH | UK5UK | US8US |

|                       | DE    | AT    | CH     | UK     | US      |
| --------------------- | ----- | ----- | ------ | ------ | ------- |
| Nummer-eins-Singles   | DE—DE | AT—AT | CH—CH  | UK—UK  | US1US   |
| Top-10-Singles        | DE—DE | AT—AT | CH—CH  | UK—UK  | US7US   |
| Singles in den Charts | DE3DE | AT1AT | CH12CH | UK17UK | US110US |

### Auszeichnungen für Musikverkäufe
| Silberne Schallplatte - Vereinigtes Königreich - 2022: für das Lied Shoota - 2023: für das Lied Erase Your Social Goldene Schallplatte - Australien - 2019: für die Single RAF - 2019: für die Single Wasted - Belgien - 2017: für die Single XO Tour Llif3 - Brasilien - 2024: für die Single His & Hers - 2024: für die Single Bad and Boujee - Dänemark - 2021: für das Album Eternal Atake - 2023: für das Lied The Way Life Goes - 2024: für das Lied 20 Min - Frankreich - 2023: für das Album Luv Is Rage 2 - 2024: für die Single Just Wanna Rock - 2025: für das Lied 20 Min - Italien - 2024: für das Album Luv Is Rage 2 - 2024: für das Lied 20 Min - 2024: für die Single Just Wanna Rock - Kanada - 2017: für die Single Woke Up Like This - 2020: für die Single 420 In London - 2022: für die Single Reply - 2023: für die Single Patek - 2023: für das Album Pluto x Baby Pluto - 2025: für das Lied I’m Sorry - 2025: für das Lied Celebration Station - 2025: für das Lied Bigger Than Life - 2025: für das Lied Venetia - 2025: für das Lied Prices - Neuseeland - 2020: für die Single Wanted You - Polen - 2021: für die Single Money Longer - 2021: für die Single Bad and Boujee - 2023: für die Single Just Wanna Rock - 2024: für das Lied The Way Life Goes - 2024: für die Single Watch This (Remix) - 2024: für die Single Woke Up Like This - 2024: für die Single Wasted - Portugal - 2021: für das Lied 20 Min - 2022: für das Lied The Way Life Goes - 2023: für die Single Just Wanna Rock - Vereinigte Staaten - 2019: für das Lied Marvelous Day - 2020: für das Lied Lookin’ - Vereinigtes Königreich - 2024: für das Lied 20 Min | Platin-Schallplatte - Australien - 2023: für die Single Just Wanna Rock - Dänemark - 2021: für das Album Luv Is Rage 2 - 2023: für die Single Bad and Boujee - Frankreich - 2018: für die Single Bad and Boujee - Italien - 2019: für die Single Bad and Boujee - Kanada - 2019: für die Single Life Goes On - 2025: für das Lied Homecoming - 2025: für das Lied Baby Pluto - 2025: für das Lied Silly Watch - 2025: für das Lied Lo Mein - 2025: für das Lied That Way - 2025: für das Album Pink Tape - Neuseeland - 2021: für die Single Woke Up Like This - 2022: für das Album Eternal Atake - 2022: für die Single Wasted - 2023: für die Single Money Longer - Polen - 2024: für das Lied Flawless - 2024: für das Lied 20 Min - Portugal - 2022: für die Single Bad and Boujee - Vereinigte Staaten - 2019: für das Lied Shoota 2× Platin-Schallplatte - Australien - 2017: für die Single Bad and Boujee - Dänemark - 2021: für die Single XO Tour Llif3 - Italien - 2019: für die Single XO Tour Llif3 - Kanada - 2022: für die Single Drankin N Smokin - 2025: für das Lied P2 - 2025: für die Single Futsal Shuffle 2020 - 2025: für das Album Eternal Atake - Neuseeland - 2020: für die Single Bad and Boujee - Polen - 2019: für die Single XO Tour Llif3 - Portugal - 2018: für die Single XO Tour Llif3 - Vereinigte Staaten - 2024: für das Lied Ps & Qs | 3× Platin-Schallplatte - Australien - 2019: für die Single XO Tour Llif3 - Kanada - 2020: für die Single Wanted You - 2023: für die Single Wasted - 2023: für die Single Just Wanna Rock - Neuseeland - 2023: für das Lied The Way Life Goes - 2025: für das Album Luv Is Rage 2 - Vereinigte Staaten - 2024: für das Lied Do What I Want 6× Platin-Schallplatte - Neuseeland - 2025: für die Single XO Tour Llif3 - Vereinigte Staaten - 2024: für das Lied 20 Min 9× Platin-Schallplatte - Vereinigte Staaten - 2017: für das Lied The Way Life Goes Diamantene Schallplatte - Frankreich - 2024: für die Single XO Tour Llif3 |

Anmerkung: Auszeichnungen in Ländern aus den Charttabellen bzw. Chartboxen sind in ebendiesen zu finden.
| Land/RegionAuszeichnungen für Musikverkäufe (Land/Region, Auszeichnungen, Verkäufe, Quellen) | Silber     | Gold       | Platin         | Diamant     | Verkäufe    | Quellen              |
| -------------------------------------------------------------------------------------------- | ---------- | ---------- | -------------- | ----------- | ----------- | -------------------- |
| Australien (ARIA)                                                                            | —          | 2× Gold2   | 6× Platin6     | —           | 490.000     | aria.com.au          |
| Belgien (BRMA)                                                                               | —          | Gold1      | —              | —           | 15.000      | ultratop.be          |
| Brasilien (PMB)                                                                              | —          | 2× Gold2   | —              | —           | 50.000      | pro-musicabr.org.br  |
| Dänemark (IFPI)                                                                              | —          | 3× Gold3   | 4× Platin4     | —           | 375.000     | ifpi.dk              |
| Deutschland (BVMI)                                                                           | —          | Gold1      | Platin1        | —           | 600.000     | musikindustrie.de    |
| Frankreich (SNEP)                                                                            | —          | 3× Gold3   | Platin1        | Diamant1    | 716.666     | snepmusique.com      |
| Italien (FIMI)                                                                               | —          | 3× Gold3   | 3× Platin3     | —           | 275.000     | fimi.it              |
| Kanada (MC)                                                                                  | —          | 10× Gold10 | 24× Platin24   | —           | 2.320.000   | musiccanada.com      |
| Neuseeland (RMNZ)                                                                            | —          | Gold1      | 18× Platin18   | —           | 495.000     | radioscope.co.nz NZ2 |
| Österreich (IFPI)                                                                            | —          | Gold1      | Platin1        | —           | 45.000      | ifpi.at              |
| Polen (ZPAV)                                                                                 | —          | 7× Gold7   | 4× Platin4     | —           | 315.000     | olis.pl              |
| Portugal (AFP)                                                                               | —          | 3× Gold3   | 3× Platin3     | —           | 45.000      | Einzelnachweise      |
| Vereinigte Staaten (RIAA)                                                                    | —          | 10× Gold10 | 108× Platin108 | Diamant1    | 123.000.000 | riaa.com             |
| Vereinigtes Königreich (BPI)                                                                 | 9× Silber9 | 5× Gold5   | 4× Platin4     | —           | 5.600.000   | bpi.co.uk            |
| Insgesamt                                                                                    | 9× Silber9 | 52× Gold52 | 177× Platin177 | 2× Diamant2 |             |                      |